# Lancia Esatau
Il Lancia Esatau è un modello di autocarro prodotto nel dopoguerra dalla divisione Lancia Veicoli Industriali nello Stabilimento Lancia di Bolzano.

## Storia
Alla fine del secondo conflitto mondiale, presso la casa automobilistica Lancia, stante le difficoltà economiche legate alla ricostruzione degli impianti danneggiati dai bombardamenti, si decise a proseguire l'attività nell'ambito della fabbricazione degli autocarri, presentando nel 1947 l'Esatau 864, prima versione del modello ancora a cabina arretrata, appartenente alla famiglia dei cosiddetti camion "musoni". Con un motore di potenza pari a 122 CV, successivamente incrementata a 132 CV, in grado di far raggiungere al mezzo una velocità di poco inferiore ai 60 km/h, poi estesa intorno ai 75 km/h. Riprendendo dal lato estetico alcuni concetti tipicamente Lancia, come la classica calandra frontale a scudo cromato, simbolo e vanto dell'azienda. 
Dal punto di vista dell'economia d'esercizio, nonché della sua versatilità, l'Esatau 864  si discostava molto  dalla concorrenza, considerato che il consumo di carburante era inferiore ai 20 litri di gasolio per 100 km, sulla base di una portata utile superiore ai 7.500 kg. 
Nel 1948 la gamma si arricchì della prestante versione Esatau 964, 6x2 con terzo asse montato dopo il ponte. Mentre nel 1955 venne presentato l'Esatau A, con una nuova cabina di guida (tutto avanti), opera della carrozzeria Casaro, che permise la scomparsa dell'ingombrante musone frontale contenente il motore.

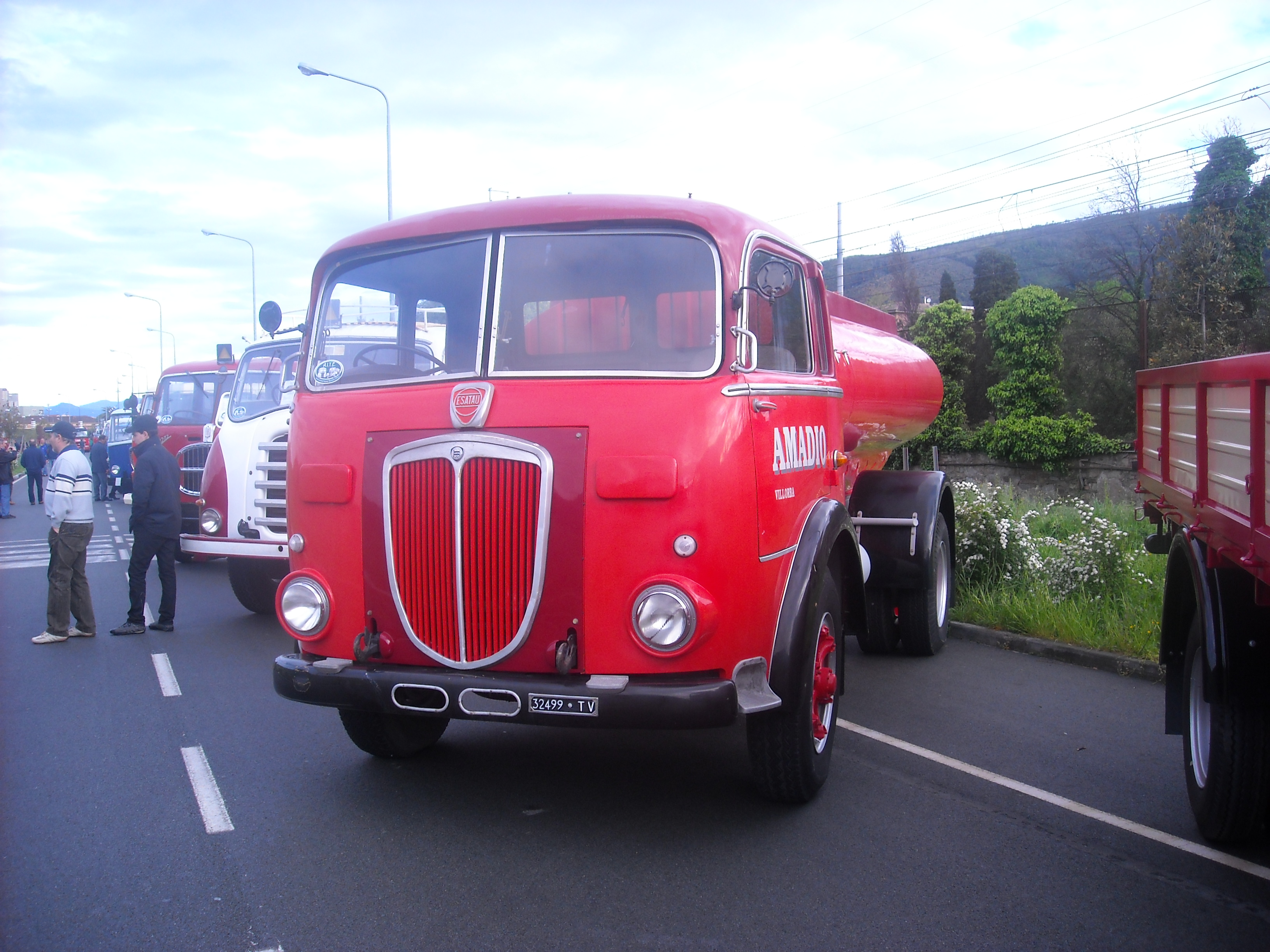
Lancia Esatau A durante una parata storica a Sestri Levante

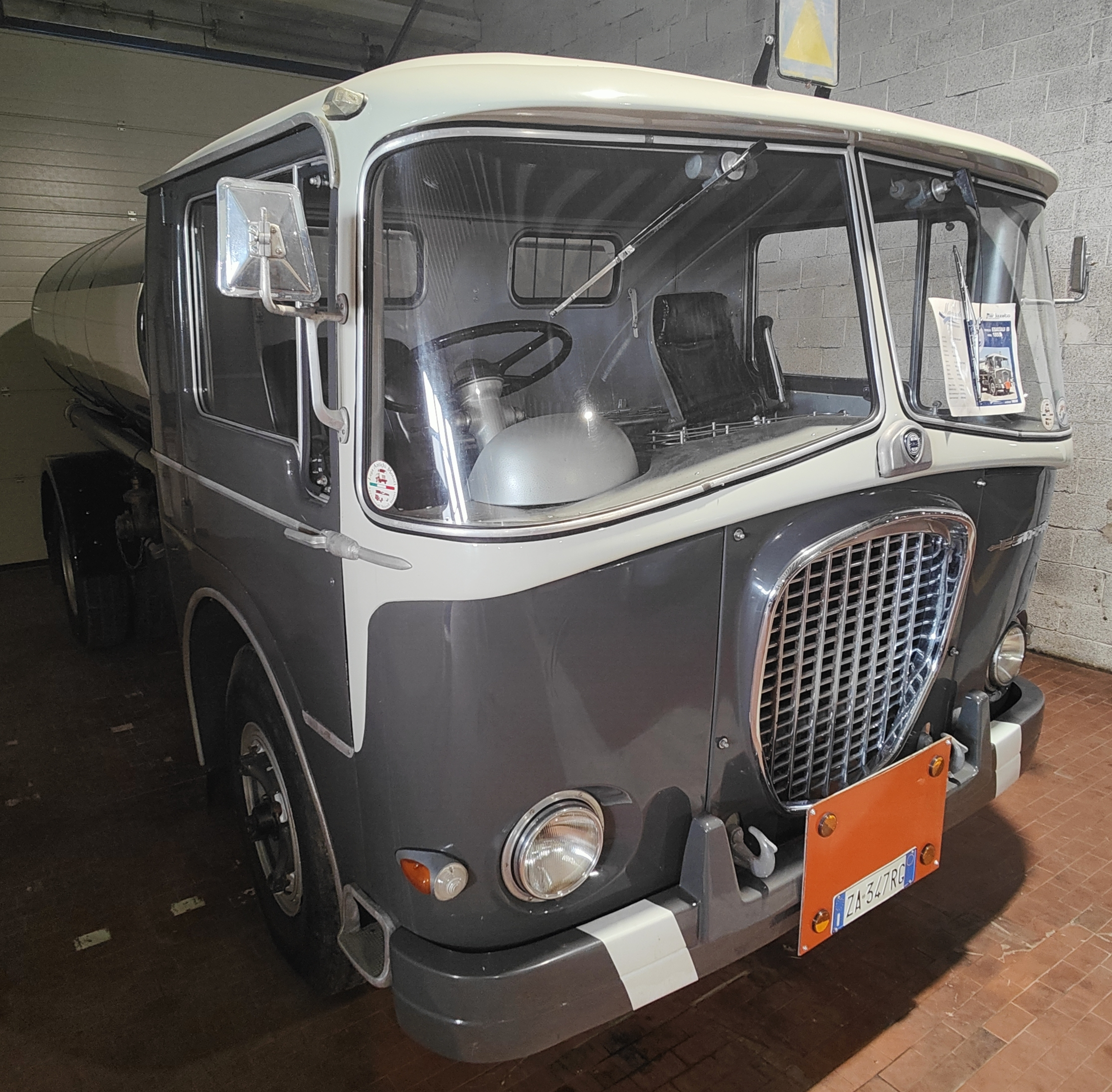
Un Esatau B del 1959

Dato l’apprezzamento del modello da parte dei mercati, nel 1957 debuttò in una veste completamente rinnovata l’Esatau B, con disegno del frontale piatto e parabrezza sporgente rispetto al piano del radiatore, da cui l'origine del soprannome a Televisore o Signorina per via del piccolo motore. 
Il motore dell'Esatau B era un sei cilindri in linea (da qui il prefisso "Esa" che caratterizza i vari modelli Lancia del periodo e che troverà la sua massima espressione nell'Esagamma) di 8.867 cm3 con 150 CV, ed il mezzo poteva raggiungere tranquillamente una velocità massima di 65 Km/h, considerando la portata di 8.000 kg e la pendenza ufficialmente superabile dalla casa del 34%. La frizione era dotata di servocomando, mentre il cambio aveva il riduttore e la preselezione. 

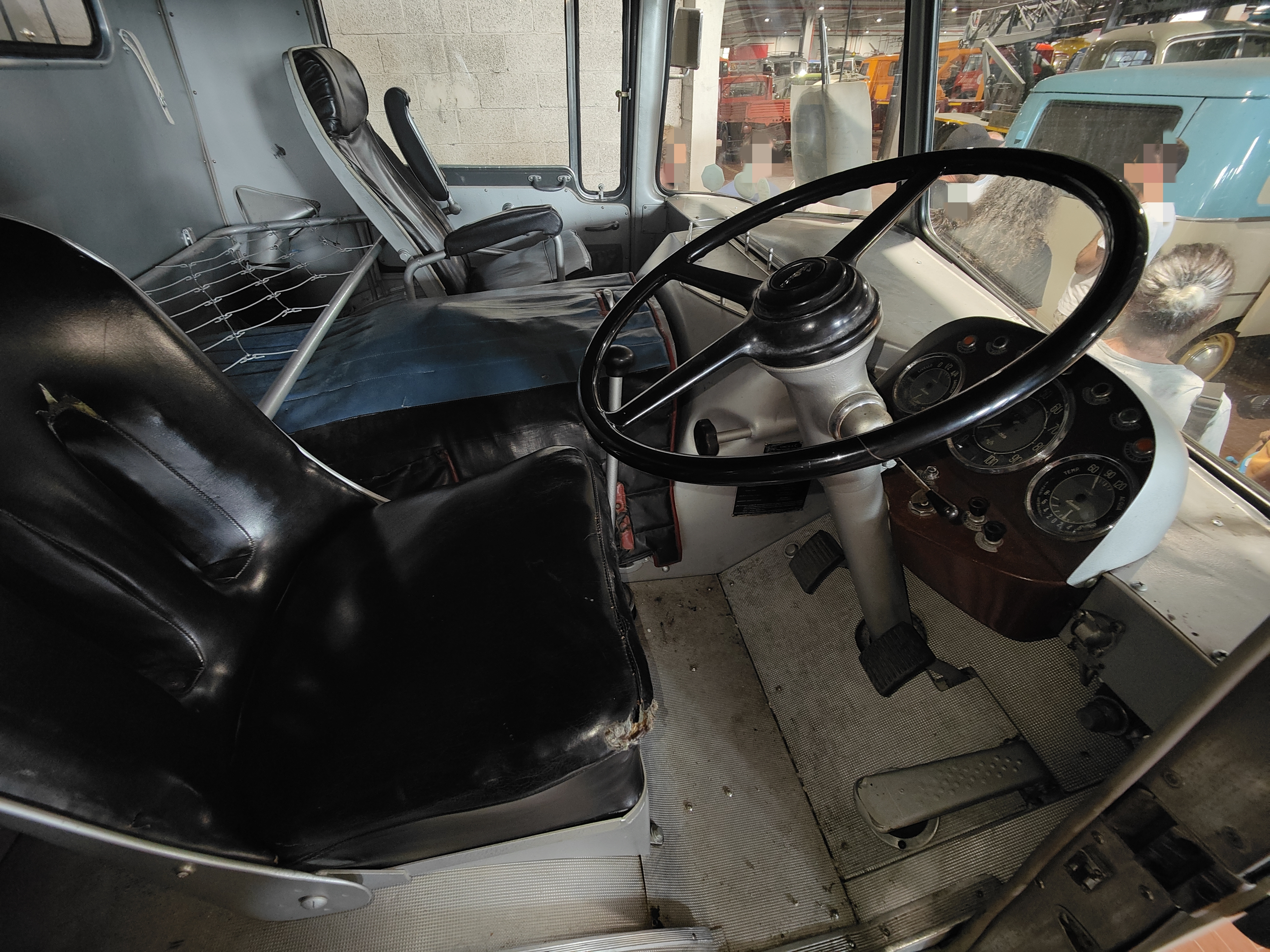
Cabina e posto guida dellEsatau B del 1959

La produzione dell'Esatau B si concluse nel 1963, poco dopo il debutto a listino dell'Esagamma. 
Molti esemplari del modello, nelle varie serie, trovarono largo impiego come mezzo da cantiere, trasporto di autocisterne, bisarca.

## Versioni autobus e filobus

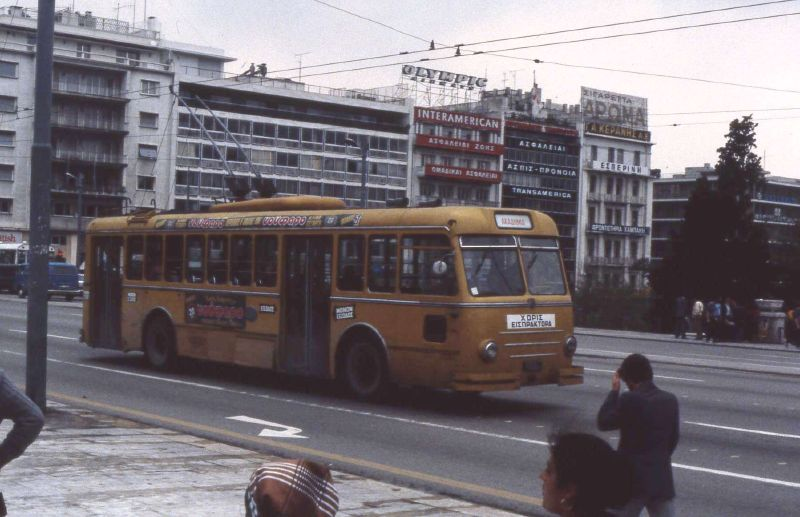
ILPAP: filobus Lancia Esatau Casaro CGE ad Atene nel 1981

I telai degli Esatau sono stati adattati negli anni di produzione anche per realizzare autobus e filobus su commissione delle maggiori aziende di trasporto pubblico italiane ed estere, come ATM di Milano e l'ATAC di Roma. 
Nel 1949 nasce l'autobus Esatau V11 con motore a sogliola posto a sbalzo sull'avantreno a sinistra e varianti per autosnodati. Nel 1957, nell'ambito del progetto di rinnovamento della gamma Esatau B, il 703, di cui varianti: urbano, interurbano, filobus.

## Curiosità

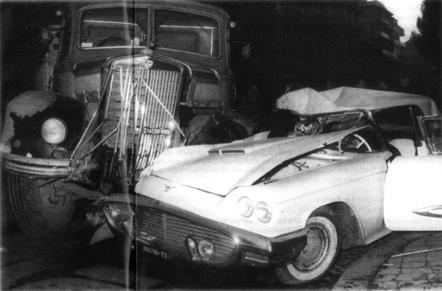
L'Esatau 864 coinvolto nell'incidente mortale di Fred Buscaglione

Nel 1960, nel quartiere romano dei Parioli, un Lancia Esatau 864 della prima serie fu coinvolto nel tragico incidente stradale in cui perse la vita, all'età di 38 anni, il cantautore Fred Buscaglione, il quale si schiantò contro il camion mentre si trovava alla guida della sua auto, una Ford Thunderbird color lilla. Il conducente dell'autocarro, Bruno Ferretti, 24 anni, rimase illeso e tentò di prestare soccorso insieme ad un passante; Buscaglione venne caricato su un autobus, ma morì prima dell'arrivo in ospedale.